# Caspar Dietrich von Fürstenberg
Caspar Dietrich von Fürstenberg (teilw. angegeben als Theodor Caspar von Fürstenberg) (* 6. März 1615 zu Königstein; † 21. März 1675 in Mainz) war ein Kanoniker (zuletzt Dompropst in Mainz), Alchimist, Kavallerieobrist, Künstler und unterlegener Kandidat bei der Wahl zum Mainzer Kurfürsten.

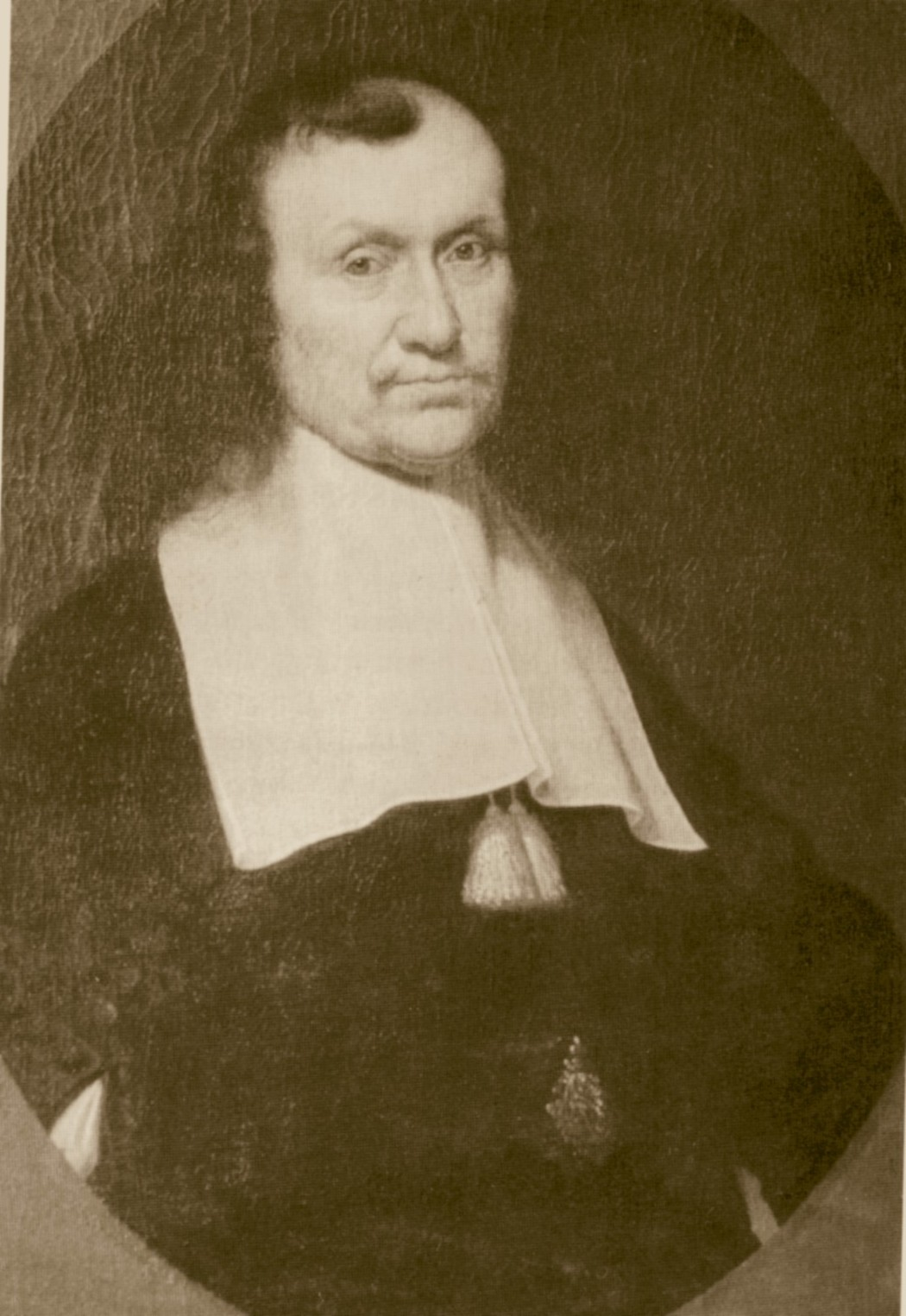
Caspar Dietrich von Fürstenberg Domherr zu Mainz und Speyer (Selbstporträt. Ölgemälde von 1665)

## Herkunft und Familie
Caspar Dietrich von Fürstenberg entstammte der Familie der Freiherren von Fürstenberg. Er wurde als ältester Sohn von Friedrich von Fürstenberg geboren. Er war Bruder des späteren Fürstbischofs Ferdinand von Fürstenberg und des Diplomaten Johann Adolf von Fürstenberg. Bereits als Kind mit neun Jahren erhielt er eine Dompräbende des Mainzer Domkapitels. Später kam noch eine Pfründe am Speyerer Dom hinzu. Im Jahr 1631 begann Caspar Dietrich ein Studium an der Universität in Köln. Im Jahr 1639 wurde er Mitglied des Mainzer Domkapitels. Trotz zahlreicher kirchlicher Pfründe war seine Lebenshaltung so aufwendig, dass er auf weitere Zuwendungen der Familie angewiesen war.

## Kavaliersreise nach Rom
Im Jahr 1640 wurde Caspar Dietrich zusammen mit dem Maler Andreas Geldorp auf eine Bildungs- und Kavaliersreise nach Rom geschickt, nicht zuletzt damit er dabei den vernünftigen Umgang mit Geld lernen sollte. Dies erwies sich jedoch als vergebliche Hoffnung, da Caspar Dietrich durch einen anspruchsvollen Lebensstil neue Schulden anhäufte. Seine Hoffnung setzte er auf die wohl alchimistische „Kunst des Ultramarins“ musste aber vor einer möglichen Schuldhaft aus Rom nach Florenz fliehen. Der Verkauf der in Rom gemalten Gemälde und Zuweisungen von der Familie ermöglichte es schließlich Italien zu verlassen.

## Obrist im Dreißigjährigen Krieg
Nach Mainz zurückgekehrt, verzichtete er wohl gezwungenermaßen auf sein Erstgeburtsrecht und damit auf die Nachfolge an der Spitze der Familie von Fürstenberg. Der sich in der Endphase befindende Dreißigjährige Krieg gab seinem Leben eine neue Wendung. Als 1644 französische Truppen Mainz besetzten, floh Caspar Dietrich zusammen mit dem Kurfürsten Anselm Casimir auf die Festung Oberlahnstein, in der Hoffnung so dessen Aufmerksamkeit zu erregen. Im Jahr 1647 versuchte Caspar Dietrich, der wieder in Mainz war, spanische Truppen in die noch immer französisch besetzte Stadt zu schmuggeln. Das Unternehmen scheiterte durch Verrat. Die Folge war die Zerstörung des fürstenbergischen Stadthauses „Zur goldenen Luft“ und die Flucht Caspar Dietrichs. Aufgenommen wurde er vom spanischen Generalgouverneur Erzherzog Leopold Wilhelm von Österreich in Brüssel. Obwohl ohne jede militärische Erfahrung erhielt Caspar Dietrich ein Obristenpatent und damit verbunden die Aufgabe auf eigene Kosten ein Dragonerregiment aufzustellen. Der Versuch dafür Kapital der Familie zu erhalten scheiterte zwar weitgehend, er bekam allerdings bei niederländischen Kaufleuten Kredit. In der Schlacht bei Lens, die letzte des Krieges, am 19. August 1648 endeten die Träume von einer Militärkarriere. Die spanischen Truppen wurden geschlagen und Caspar Dietrichs Regiment zerstreut. Er konnte seine hohen Schulden nicht zurückzahlen, die Verbindlichkeiten beliefen sich inzwischen auf 21.000 Talern. Caspar Dietrich floh vor seinen Gläubigern, die ihn aber schließlich aufspürten. Um die Schulden zu begleichen, sah sich die Familie gezwungen die Besitzungen in Mainz zu verpfänden.

## Alchimie und Kunst

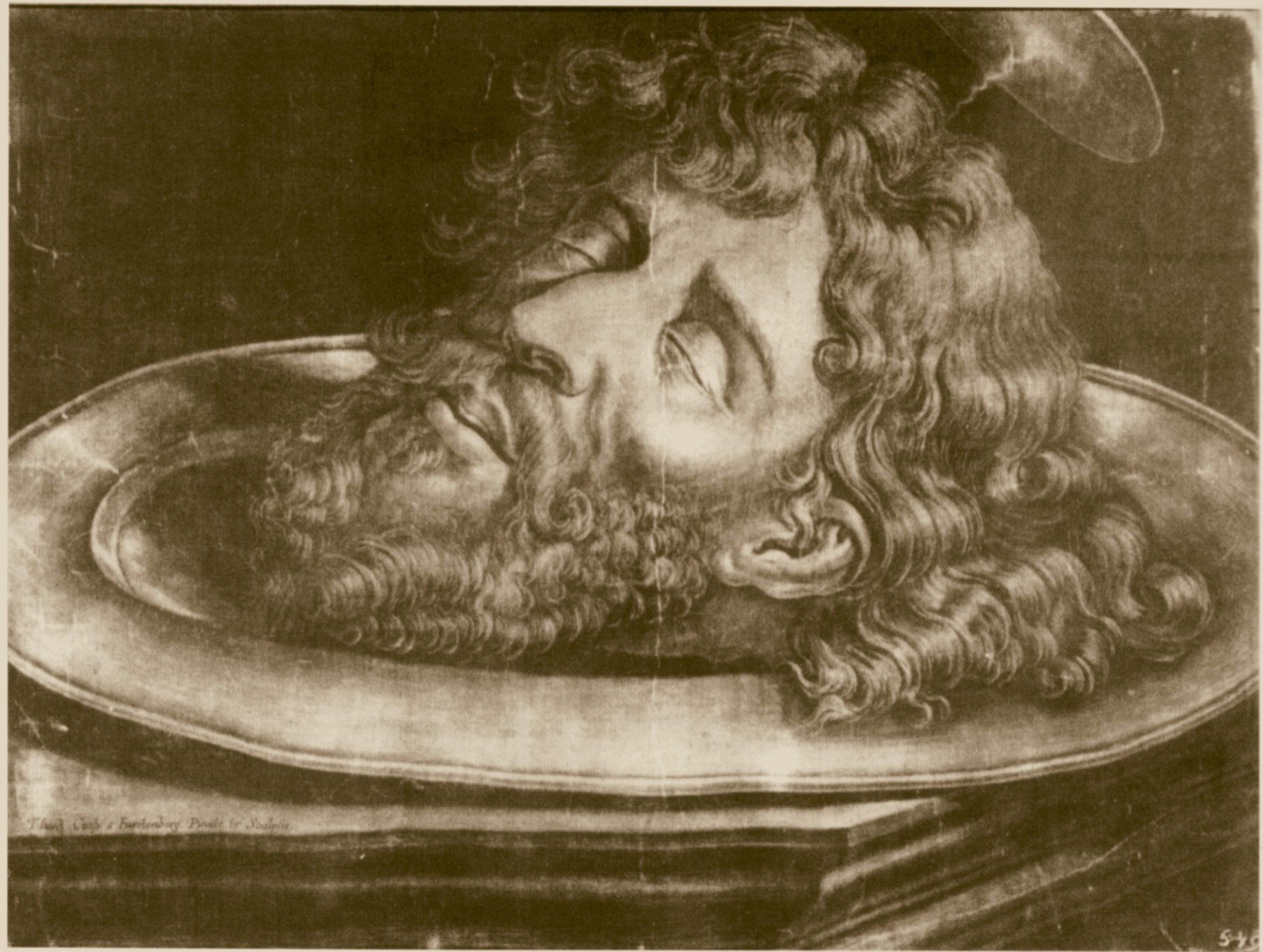
Das Haupt Johannes des Täufers (Schabkunstblatt von Caspar Dietrich von Fürstenberg)

Nach Mainz 1654 zurückgekehrt, beschäftigte sich Caspar Dietrich vor allem mit Alchimie. Er schloss einen letztlich nicht erfüllten Vertrag mit dem Erzbischof von Salzburg Guidobald von Thun ab, in dem er zusicherte Silber in Gold zu verwandeln und die Geheimnisse der Stahlherstellung zu erkunden. Erfolgreicher war Caspar Dietrich in dieser Zeit als Künstler. Vor allem als Porträtmaler war er beim Adel beliebt. So existieren Bilder von Erzherzog Leopold Wilhelm oder von Erzbischof Lothar Friedrich von Metternich-Burscheid sowie zahlreichen Mitgliedern seiner eigenen Familie. Außerdem malte er eine Reihe von religiösen Bildern. Darunter immer wieder die Enthauptung von Johannes dem Täufer. Neben der Ölmalerei hatte Caspar Dietrich gute Kenntnisse im Bereich des Kupferstichs und hat als Weiterentwicklung die so genannte Schabkunst mitentwickelt. Auch in dieser Technik entstanden eine Reihe von Porträts etwa vom Markgrafen Friedrich von Baden sowie religiöse Stücke.

## Dompropst, gescheiterte Kurfürstenwahl und Tod
Vom Mainzer Kurfürsten und dem Erzbischof von Speyer wurde Caspar Dietrich zum geheimen Rat ernannt und 1673 wählte ihn das Mainzer Domkapitel zum Dompropst und damit zu seinem Oberhaupt. Diese Position galt als eine der einträglichsten in den geistlichen Staaten Deutschlands. Aber die damit verbundenen Repräsentationsaufgaben führten dazu, dass Caspar Dietrich erneut Schulden machte und der bislang nur verpfändete Mainzer Familienbesitz musste 1675 verkauft werden. Da dieser zum Familienfideikommiss gehörte und damit eigentlich unverkäuflich war, lief dieses Geschäft unter konspirativen Bedingungen ab. Als im selben Jahr der Mainzer Kurfürst starb, konnte sich Caspar Dietrich, gestützt auf seine Position im Domkapitel, berechtigte Hoffnungen auf eine Nachfolge machen. Diesmal wurde er von der Familie finanziell unterstützt und der diplomatisch erfahrene Johann Adolf von Fürstenberg reiste eigens aus Westfalen an. Bei der Wahl am 3. Juli 1675 schien alles auf Caspar Dietrich zuzulaufen, als ein kaiserlicher Gesandter Graf von Sternberg im Namen des Kaisers sich gegen den Fürstenberger aussprach. Da die Wahl als Akklamation durchgeführt wurde, wagte keiner der Domherren gegen den Willen des Kaisers Leopold I. zu stimmen. Als Caspar Dietrich seine Chancen schwinden sah, hat er gute Miene zum bösen Spiel gemacht und selbst den Domherren Damian Hartard von der Leyen vorgeschlagen. Ein späterer Versuch, die Wahl anzufechten, scheiterte am Widerstand des Kaisers. Der neue Kurfürst stellte bei Durchsicht von Unterlagen den unrechtmäßigen Verkauf der Mainzer Güter fest und zwang die Familie Fürstenberg, diese zu einem völlig überhöhten Preis zurückzukaufen. Die Familie zog sich endgültig von Caspar Dietrich zurück. Dieser starb schließlich in tiefer Depression noch im Jahr 1675.